# Spargania intensa
Spargania intensa är en fjärilsart som beskrevs av W. Warren 1904. Spargania intensa ingår i släktet Spargania och familjen mätare. Inga underarter finns listade i Catalogue of Life.